# Ef - a tale of melodies
ef - a tale of melodies è un anime del 2008 diretto da Shin Ōnuma. La serie, seguito di ef - a tale of memories, intreccia avvenimenti posteriori e antecedenti alla prima serie.

## Struttura
La storia è composta da 2 filoni narrativi distinti di cui uno ambientato pochi mesi dopo gli avvenimenti della serie precedente, mentre l'altro 10 e 20 anni nel passato, e vede come protagonisti Yu Himura, Yuuko Amamiya e Kuze Shuiichi, eccentrico vicino di casa di Renji Aso. Così come per la prima serie, non vi è un momento fisso comune a tutte le puntate per l'esecuzione delle sigle iniziali e finali (a volte le sigle sono addirittura tre - una poco prima della metà dell'episodio, una poco prima della fine e una di chiusura).

## Trama
20 anni nel passato (nel 1988), Yu Himura conosce Yuuko Amamiya in un orfanotrofio, dal quale non si allontanerà fino all'ingresso alla prestigiosa scuola di Otawa mentre lei, al contrario, se ne separa presto essendo adottata. I due si incontrano di nuovo, 10 anni dopo (nel 1998), proprio a scuola, dove Yu, a causa della sua indole solitaria aveva stretto amicizia solo con Kuze e una certa Nagi Hirono (sorella di Hiro, protagonista della prima serie). Kuze lascia la scuola per intraprendere la carriera di violinista mentre Yuuko confessa a Yu di averlo sempre amato e i due iniziano lentamente a riavvicinarsi.
Nel presente (che l'autore pone nel periodo di fine della trasmissione della serie in Giappone, ovvero nel dicembre del 2008), le relazioni tra i protagonisti della prima serie procedono bene e non vengono approfondite, mentre la situazione ruota attorno a Kuze Shuiichi, divenuto un famoso violinista, e Hayama Mizuki, cugina di Renji residente ad Otowa in Giappone, che per le vacanze si era trasferita nell'Otowa australiana e si innamora del musicista.

## Personaggi
- Chihiro Shindo - una ragazza particolare, con una benda su un occhio, che passa le giornate presso una stazione abbandonata a scrivere sul suo diario e guardare il cielo. Nella prima serie intraprende una relazione con Renji Aso. Vive nell'Otowa Australiana
- Renji Aso - uno studente della scuola del paese. Nella prima serie, durante una passeggiata, incontra Chihiro Shindo della quale si innamora.
- Nagi Hiroko - nel primo filone narrativo è una giovane studente amante della pittura e del disegno che nasconde un profondo amore per Yu Himura.
- Hiro Hirono - un giovane mangaka che ormai ha smesso di frequentare la scuola per dedicarsi completamente al suo lavoro/passione e, inoltre, ha ottenuto l'approvazione al suo lavoro dalla sorella maggiore Nagi. Vive nell'Otowa giapponese
- Kei Shindo - sorella di Chihiro, dopo aver chiarito i propri sentimenti nei confronti dell'amico di infanzia Hiro Hirono inizia a frequentarsi sempre più spesso con.
- Kyosuke Tsutsumi - un ragazzo amico di Hiro e amante della ripresa. Va sempre in giro con una videocamera e, quando per la vigilia di Natale, nella prima serie, vede di sfuggita Kei correre, decide di girare un film di sole riprese della vita di quotidiana della ragazza.
- Miyako Miyamura - una ragazza che nella prima serie si innamora di Hiro e inizia un rapporto serio con lui.
- Hayama Mizuki - una ragazza amica di Hiro e Kei che si trasferisce per le vacanze natalizie da suo cugino Renji Aso nell'Otowa australiana dove incontra Kuze Shuiichi e se ne innamora.
- Kuze Shuiichi - nel primo filone narrativo è un giovane studente conosciuto per il suo atteggiamento da playboy, amico di Yu Himura, che abbandona la scuola per intraprendere la carriera da violinista. Nel secondo è un adulto, vicino di casa di Renji e famoso violinista che incontra la giovane Mizuki.
- Yu Himura - nel passato era un giovane orfano deciso a vivere da solo e che aspira a un futuro felice dopo essere stato ammesso nella prestigiosa scuola di Otowa. Incontra Yuuko all'orfanotrofio e in seguito a scuola.
- Yuuko Amamiya - una ragazza sempre sorridente che si innamora di Yu quando lo incontra per la prima volta in orfanotrofio.

## Episodi
| Nº | Titolo italiano Giapponese 「Kanji」 - Rōmaji | In onda          | In onda |
| Nº | Titolo italiano Giapponese 「Kanji」 - Rōmaji | Giapponese       |         |
| 1  | Sempre 「Ever」                               | 6 ottobre 2008   |         |
| 2  | Letto 「Read」                                | 13 ottobre 2008  |         |
| 3  | Unione 「Union」                              | 20 ottobre 2008  |         |
| 4  | Cambiamento 「Turn」                          | 27 ottobre 2008  |         |
| 5  | Pronunciare 「Utter」                         | 3 novembre 2008  |         |
| 6  | Flessione 「Flection」                        | 10 novembre 2008 |         |
| 7  | Riflessione 「Reflection」                    | 17 novembre 2008 |         |
| 8  | Ripronunciare 「Reutter」                     | 24 novembre 2008 |         |
| 9  | Ritorno 「Return」                            | 1º dicembre 2008 |         |
| 10 | Riunione 「Reunion」                          | 8 dicembre 2008  |         |
| 11 | Riletto 「Reread」                            | 15 dicembre 2008 |         |
| 12 | Per Sempre 「Forever」                        | 22 dicembre 2008 |         |

## Sigle

### Apertura
- "Ebullient Future" di Tenmon featuring ELISA (ep. 1-5, 7-11)
- "Ebullient Future (versione strumentale)" di Tenmon featuring ELISA (ep. 6)
- "Ebullient Future (versione giapponese)" di Tenmon featuring ELISA (ep. 12)

### Chiusura
- "Egao no Chikara" di Mai Goto (ep. 2-5, 7, 11)
- "Negai no Kakera" di Yumiko Nakajima (ep. 6, 9, 8)
- "A moon filled sky" di Mai Goto (ep. 11)
- "Ever Forever OG.mix" cantata dalle principali doppiatrici dell'anime (ep. 12)